# سیچکوو (استان اشوی‌داشکسیه)
سیچکوو (به لهستانی: Sieczków) یک منطقهٔ مسکونی در لهستان است که در گمینا توچنپه واقع شده‌است.